# Halichaetonotus decipiens
Halichaetonotus decipiens is een buikharige uit de familie Chaetonotidae. Het dier komt uit het geslacht Halichaetonotus. Halichaetonotus decipiens werd in 1929 voor het eerst wetenschappelijk beschreven door Remane. 